# حسن آباد مشیر
حسن‌آباد مشیر یکی از محله‌های شرقی و تاریخی شهر یزد در استان یزد ایران است. این منطقه تا سال ۱۳۷۰ به‌عنوان روستا شناخته می‌شد و از آن سال به بعد به محدودهٔ شهری پیوست. حسن‌آباد مشیر دارای قدمتی بیش از ۹۰۰ سال است و از مناطق دارای اصالت تاریخی و اجتماعی محسوب می‌شود.

## موقعیت جغرافیایی
محله حسن‌آباد مشیر در شرق شهر یزد واقع شده‌است و از جنوب با بلوار امام حسن مجتبی و میدان اهل‌بیت، از غرب با بلوار علامه جعفری، خیابان گلدشت و میدان طلاییه هم‌مرز است. این محله با محله‌های اکرم‌آباد و استاد اشرف آهنگر مجاورت دارد.

## پیشینه و ساختار اجتماعی
خانواده‌های اصیل یزدی همچون احرامیان، هراتی، ناظمیان و مشیرالممالک در این محله سکونت داشته‌اند و از مالکان زمین و آب منطقه بوده‌اند. با گسترش شهرنشینی و افزایش مهاجرت، جمعیت متنوع‌تری در حسن‌آباد ساکن شده‌است. جمعیت این محله حدود ۷٬۰۰۰ نفر و شامل ۲٬۴۳۰ خانوار است. از این میان، حدود ۱۰۰ خانوار اصیل یزدی هستند و باقی را مهاجرانی از کشورهای افغانستان، پاکستان، بنگلادش و از شهرهای مختلف ایران مانند زابل، بلوچستان، کرمان، سیرجان، بیرجند، کاشمر و تبریز تشکیل می‌دهند.